# Episodi di 227 (prima stagione)
La prima stagione della serie televisiva 227 è stata trasmessa in anteprima negli Stati Uniti d'America dalla NBC tra il 14 settembre 1985 e il 3 maggio 1986.
| nº | Titolo originale               | Titolo italiano | Prima TV USA      | Prima TV Italia |
| -- | ------------------------------ | --------------- | ----------------- | --------------- |
| 1  | Honesty                        |                 | 14 settembre 1985 |                 |
| 2  | Mary's Brother                 |                 | 21 settembre 1985 |                 |
| 3  | Family Hero                    |                 | 28 settembre 1985 |                 |
| 4  | The Refrigerator               |                 | 5 ottobre 1985    |                 |
| 5  | Do You Love Me?                |                 | 19 ottobre 1985   |                 |
| 6  | Pilot                          |                 | 26 ottobre 1985   |                 |
| 7  | The Sidewalk Sale              |                 | 2 novembre 1985   |                 |
| 8  | Letter to the President        |                 | 9 novembre 1985   |                 |
| 9  | Pity the Poor Working Girl     |                 | 16 novembre 1985  |                 |
| 10 | Football Widow                 |                 | 23 novembre 1985  |                 |
| 11 | A Daughter Is a Precious Thing |                 | 30 novembre 1985  |                 |
| 12 | The Big Piano Play-Off         |                 | 7 dicembre 1985   |                 |
| 13 | Mary's Christmas               |                 | 14 dicembre 1985  |                 |
| 14 | The Bed of Rose's              |                 | 4 gennaio 1986    |                 |
| 15 | Brenda's Last Date             |                 | 11 gennaio 1986   |                 |
| 16 | A Young Man's Fancy            |                 | 18 gennaio 1986   |                 |
| 17 | We the People                  |                 | 1º febbraio 1986  |                 |
| 18 | Redecorating Blues             |                 | 8 febbraio 1986   |                 |
| 19 | Fifty Big Ones                 |                 | 15 febbraio 1986  |                 |
| 20 | Slam Dunked                    |                 | 22 febbraio 1986  |                 |
| 21 | Pick Six                       |                 | 8 marzo 1986      |                 |
| 22 | Young Man With a Job           |                 | 3 maggio 1986     |                 |